# Clubiona latitans
Clubiona latitans este o specie de păianjeni din genul Clubiona, familia Clubionidae, descrisă de Pavesi, 1883. Conform Catalogue of Life specia Clubiona latitans nu are subspecii cunoscute.